# Dä kölsche Boor en Iser

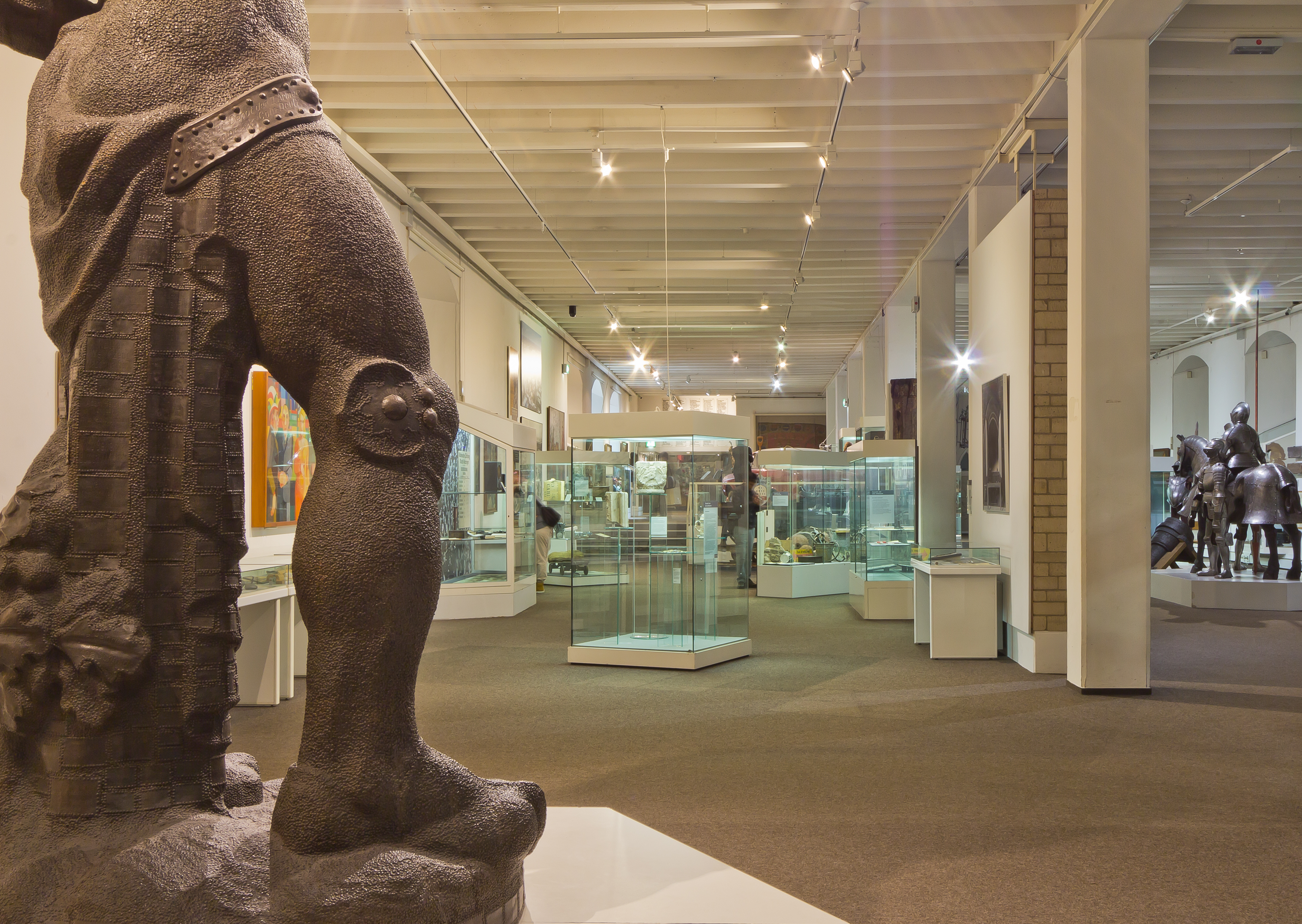
Unterer Teil des Dä kölsche Boor en Iser im Kölnischen Stadtmuseum

Dä Kölsche Boor en Iser (kölsch für: Der Kölnische Bauer in Eisen) ist das Kölner Kriegswahrzeichen und eines der künstlerisch ambitioniertesten Nagelbilder des Ersten Weltkriegs. Der Boor wurde für die Kriegsnagelung vor dem Gürzenich aufgestellt und am 20. Juni 1915 von Oberbürgermeister Max Wallraf in Gegenwart von Prinzessin Viktoria von Schaumburg-Lippe, der Schwester Kaiser Wilhelms II., eingeweiht. Heute befindet er sich im Kölnischen Stadtmuseum.

## Entwurf

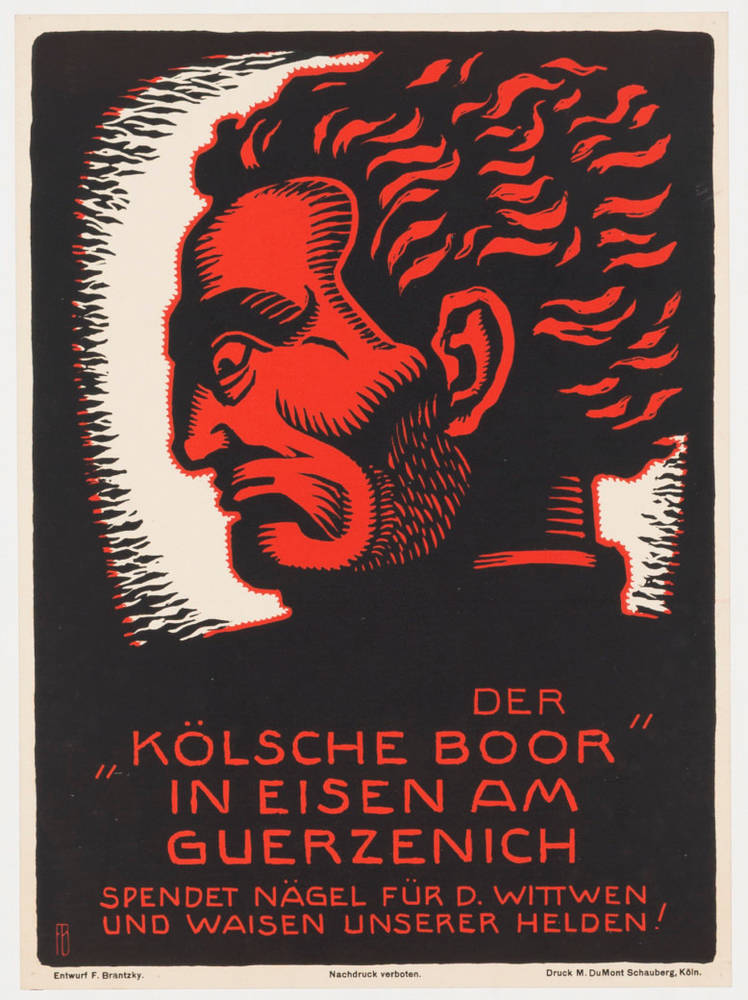
Plakat von Franz Brantzky, 1915 bei M. DuMont Schauberg gedruckt, 49 × 36 cm

Die Idee zu der Nagelfigur, die ein thematisches Vorbild in der 1891 an dem Eigelsteintorburg angebrachten, von Christian Mohr geschaffenen Standfigur des Kölner Bauern hatte, stammte von dem Kölner Unternehmer Max von Guilleaume. Die knapp 3,50 m hohe Figur wurde von dem Bildhauer Wolfgang Wallner, Professor an der Kunst(hoch)schule Kölner Werkschulen, entworfen und in Lindenholz ausgeführt. Der viereckige, an drei Seiten offene und an der vierten mit einer Apsis versehene Kuppelbau, unter dem der Boor bis Januar 1919 ausgestellt wurde, stammte von dem Kölner Baukünstler Franz Brantzky, der auch Werbeplakate für die Spendenaktion gestaltete. Auf den Stirnseiten der offenen Bögen des Baus war der traditionelle, an die reichsstädtische Vergangenheit Kölns appellierende Spruch eingraviert: HALT FASS AM RICH DO / KÖLSCHEN BOOR MAG ET / FALLE SOESS OV SOOR (Halt fest am Reich, du Kölner Bauer, mag es fallen süß oder sauer).

## Benagelung und Verbleib, Bedeutung

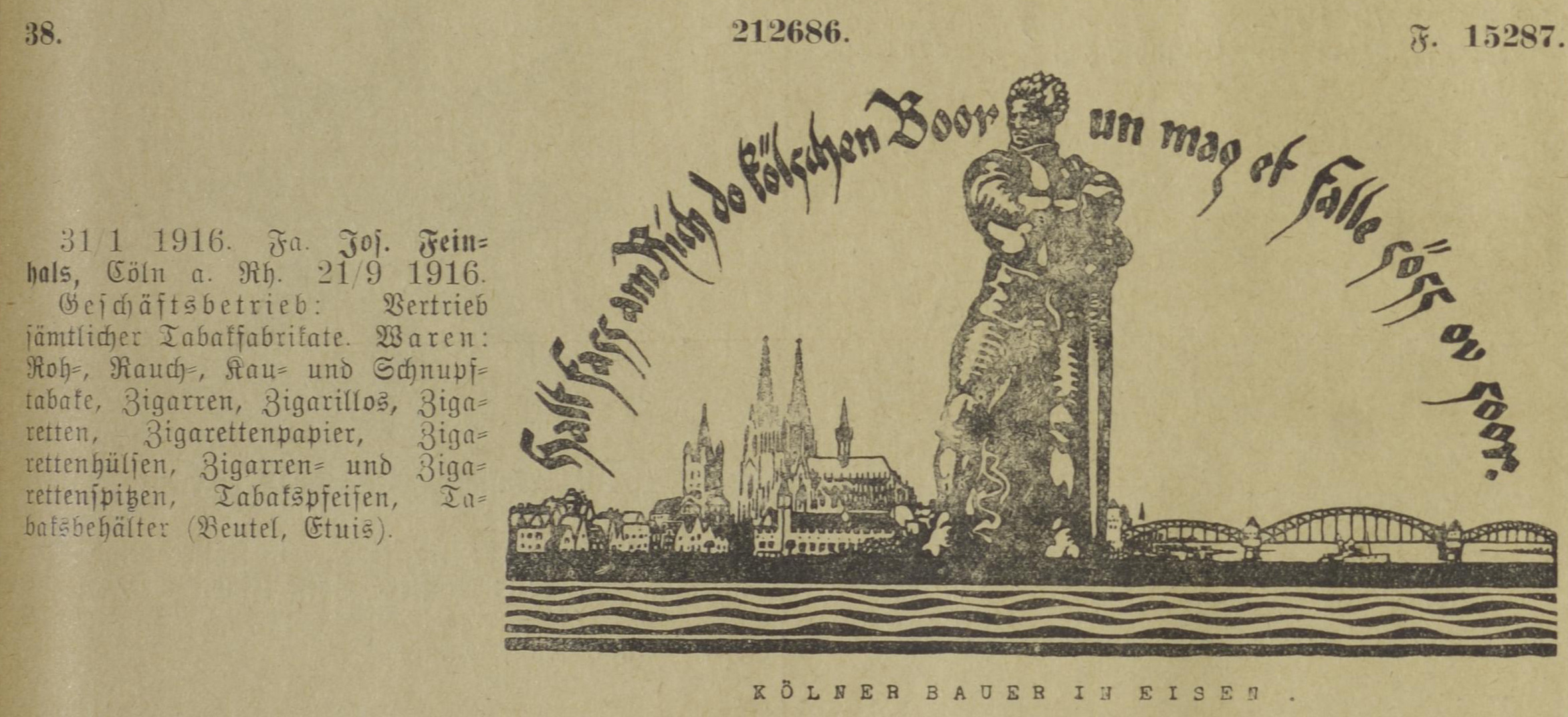
Warenzeichen 1916

Bereits nach einem Jahr hatte der Boor mit 707.000 Mark das höchste Spendenaufkommen einer Nagelfigur in Deutschland erzielt. Bis 1919 wurden offenbar 1,5 Millionen M. eingenommen. Am 28. Januar 1919 wurde die Figur in den Gürzenich verbracht. Bis in die Mitte der 1950er Jahre befand sich der Boor im Haus der Rheinischen Heimat. Seit 1984 ist er im Stadtmuseum untergebracht und ist Teil der Dauerausstellung.
1915 dichtete und komponierte der populäre Kölner Sänger Willi Ostermann das Marschlied Dä Kölsche Boor en Iser. Vom 20. Februar 1916 bis zum 29. Juni 1919 erschien die wöchentlich erscheinende Zeitschrift Der Kölschen Boor, in der die neuesten Spendenergebnisse veröffentlicht wurden. Unter den hunderten von Nagelfiguren, die während des Krieges in Deutschland beschlagen wurden, nahm der Boor eine herausragende Stellung ein. Der Kölsche Boor ist nach oder neben dem Eisernen Hindenburg von Berlin das während des Ersten Weltkriegs am häufigsten auch in der überregionalen Presse beschriebene Kriegswahrzeichen.